# For Those We Love

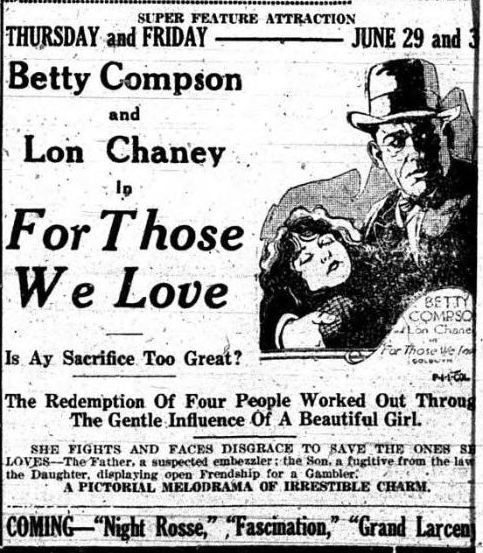
Annonce pour le film dans le journal St. Louis Argus.

For Those We Love est un film américain réalisé par Arthur Rosson et sorti en 1921. Il est considéré comme perdu

## Synopsis
Beatrice Arnold s'occupe de son père George et de son jeune frère Jimmy. Elle est sauvée de la noyade par un joueur de cartes local nommé Trix Ulner qui décide de la séduire, au grand dam de son amoureux de longue date, Johnny Fletcher.
Beatrice est choquée d'apprendre que Jimmy a détourné des fonds de leur père pour payer ses dettes de jeu à un escroc nommé Frank. Beatrice demande l'aide d'Ulner pour récupérer l'argent. Ulner et Jimmy complotent pour voler l'argent de Frank, mais pendant le cambriolage, Jimmy est abattu par Frank.
Pour sauver la réputation de Jimmy, Ulner fait chanter Frank pour qu'il dise aux autorités que Jimmy a été tué en protégeant Frank du cambrioleur. Finalement, Beatrice épouse son amoureux, Johnny Fletcher.

## Fiche technique
- Réalisation : Arthur Rosson
- Scénario : Arthur Rosson d'après une histoire de Perley Poore Sheehan
- Productrice : Betty Compson
- Photographie : Harold Rosson
- Distributeur : Goldwyn Pictures
- Durée : 6 bobines
- Date de sortie : septembre 1921

## Distribution

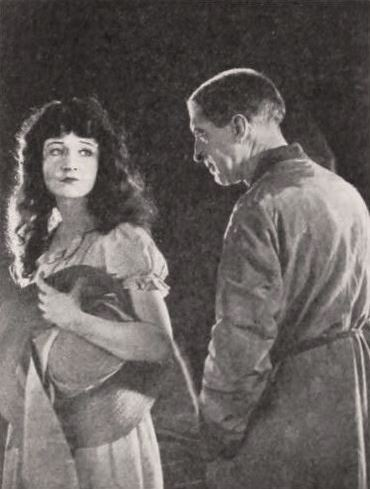
Betty Compson dans une scène du film.

- Betty Compson : Bernice Arnold
- Richard Rosson : Jimmy Arnold
- Lon Chaney : Trix Ulner
- Frank Campeau : Frank
- Harry Duffield : George Arnold
- Walter Morosco : Johnny Fletcher
- Camille Astor : Vida
- Bert Woodruff : Dr. Bailee
- George Cooper : Bert